# Eleições legislativas na Guiné em 2002
As Eleições Parlamentares realizaram-se na Guiné em 30 de junho de 2002. Elas foram ganhas pelo Presidente Lansana Conté do Partido Unidade e Progresso, que teve mais de 60% dos votos e 85 dos 114 assentos.

## Resultados
| Partidos | Votos     | %    | Assentos |
| --- | --------- | ---- | -------- |
| Partido Unidade e Progresso (Parti de l'Unité et du Progrès)                                                             | 1,947,318 | 61.5 | 85       |
| União para a Renovação e Progresso (Union pour le Progrès et le Renouveau)                                               | 842,270   | 21.7 | 20       |
| União para o Progresso da Guiné (Union pour le Progrès de la Guinée)                                                     | 130,065   | 4.1  | 3        |
| Partido Democrático da Guiné-Democrata Rally Africano (Parti Démocratique de Guinée-Rassemblement Démocratique Africain) | 107,666   | 3.4  | 3        |
| Nacional Aliança para o Progresso (Alliance Nationale pour le Progrès)                                                   | 62,780    | 2.0  | 2        |
| Partido da União para o Desenvolvimento (Parti de l’Union pour le Développement)                                         | 20,823    | 0.7  | 1        |
| Total (afluência 71.6%)                                                                                                  | 3.162.855 |      | 114      |
| Fonte: Democraf. As eleições foram boicotadas pela Rassemblement du Peuple Guinéen.                                      |           |      |          |